# Battaglia di Praga (1648)
La battaglia di Praga, o assedio di Praga si svolse dal 26 luglio 1648 al novembre dello stesso anno, e fu l'ultimo evento bellico della Guerra dei trent'anni. Una colonna svedese al comando del generale Hans Christoff von Königsmarck fu inviata da Carl Gustaf Wrangel verso Praga, che era stata occupata dai cattolici nel 1621 e non era più stata ripresa dai protestanti. Königsmarck fu in grado di entrare nella città anche grazie al tradimento di un ufficiale imperiale, e catturò il Hradčany, sulla riva occidentale della Moldava. I tentativi da parte degli svedesi di procedere verso la Città Vecchia furono fermati dalle truppe imperiali e dagli abitanti, che opposero una strenua resistenza presso il Ponte Carlo (Karlův Most). Incapaci di procedere, le truppe svedesi si dedicarono al saccheggio del Hradčany, da cui vennero prelevate e portate in Svezia molte opere d'arte raccolte dall'Imperatore Rodolfo II.
Gli scontri terminarono nel mese di novembre del 1648, in seguito alla notizia della firma della Pace di Vestfalia, che metteva fine alla guerra.